# François Viète
François Viète (latinsky Franciscus Vieta; 1540 Fontenay-le-Comte – 23. února 1603 Paříž) byl francouzský matematik, který se výrazně podílel na formování moderní algebry. Povoláním byl advokát a sloužil také jako poradce Jindřichu III. a Jindřichu IV. Pro oba tyto krále také rozluštil několik šifer. Záliba v astronomii ho přivedla k trigonometrii a algebře. Jeho matematické práce však byly psány neobyčejně těžkým jazykem, proto dlouho nevešly v obecnou známost. Až po jeho smrti je uspořádal F. van Schouten a vydány byly až roku 1646 pod názvem Opera Vietal.
Viète vybudoval algebru jako učení o algebraických rovnicích, založené na označování písmeny. Jako první v roce 1591 zavedl symbolické označování nejen neznámých ale také koeficientů v rovnicích. Díky tomu bylo poprvé možno vyjadřovat řešení rovnic obecnými formulemi a samotné algebraické výrazy považovat za objekty, nad nimiž je možno provádět vhodné operace.
Sám Viète si nejvíce cenil svého objevu závislosti mezi kořeny a koeficienty algebraických rovnic (Viètovy vzorce). Pro přibližné řešení algebraických rovnic předložil metodu totožnou s pozdější metodou Newtonovou. V trigonometrii podal úplné řešení problému o určení rovinného a sférického trojúhelníku pomocí tří daných prvků. Našel rozvoje funkcí cos nx a sin nx v mocninách cos x asinx. Jako první vyšetřoval nekonečné součiny.
V Matematickém kánonu (1579) uveřejnil tabulky funkcí sinus, kosinus, tangens, kotangens, sekans a kosekans. Rozluštil kód, který používali Španělé ve válce proti Francii.
Objevil mimo jiné historicky první nekonečný součin pro vyjádření π:
{\displaystyle \pi =2\times {\frac {2}{\sqrt {2}}}\times {\frac {2}{\sqrt {2+{\sqrt {2}}}}}\times {\frac {2}{\sqrt {2+{\sqrt {2+{\sqrt {2}}}}}}}\times {\frac {2}{\sqrt {2+{\sqrt {2+{\sqrt {2+{\sqrt {2}}}}}}}}}\times \cdots }

## Odkazy

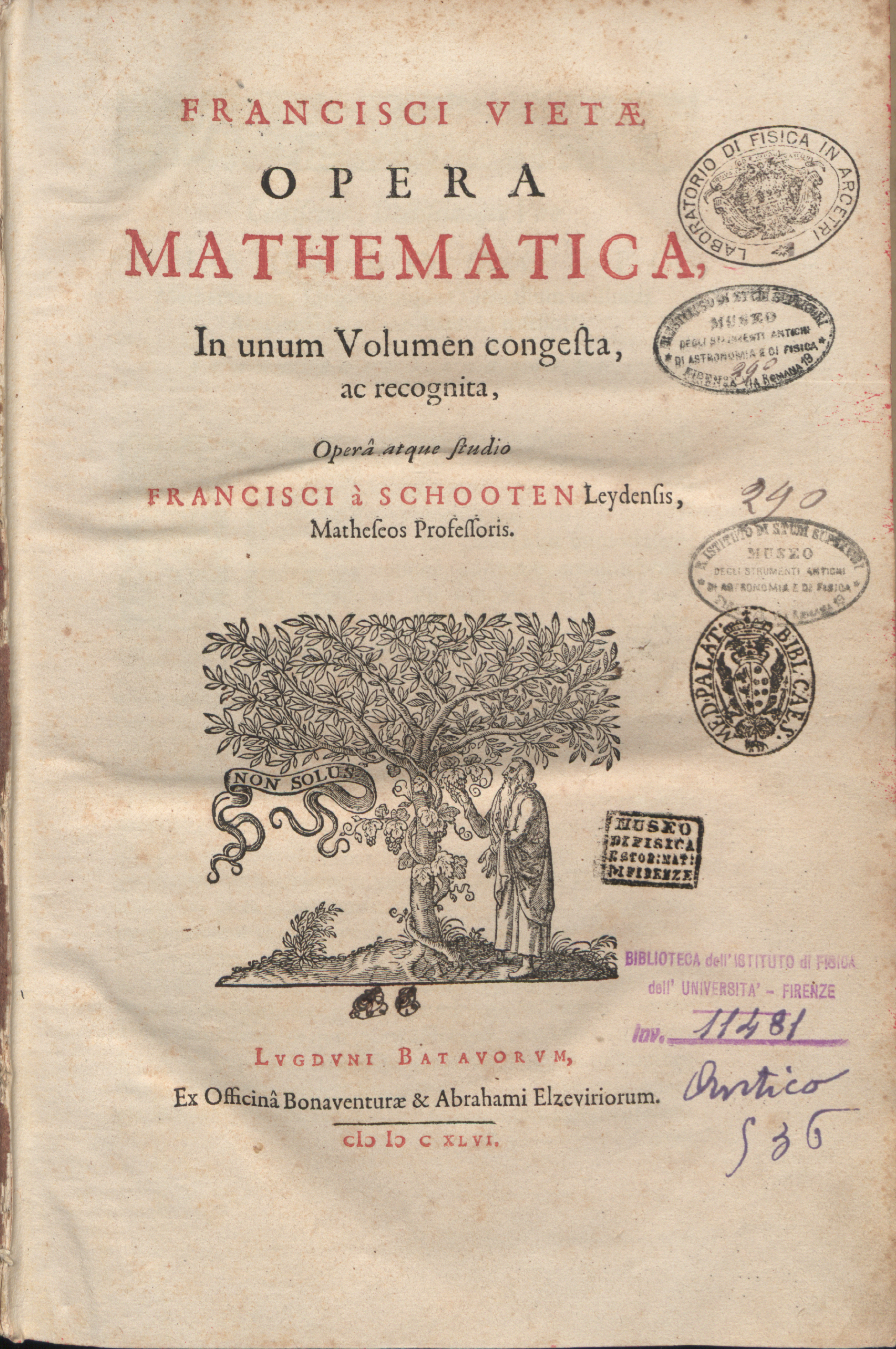
Opera, 1646